# 奄美群島国立公園

奄美群島国立公園の区域図。左上から時計回りに徳之島、喜界島、奄美大島、与論島、沖永良部島。
陸域
海域

奄美群島国立公園（あまみぐんとうこくりつこうえん、英称 : Amami Gunto National Park ）は、鹿児島県の奄美群島、ならびにその周辺海域を区域とする国立公園である。当国立公園の指定は日本全国で34番目で、鹿児島県内においては4番目の指定となった。

## 指定区域
総指定面積は75,263ha（陸域:42,181ha 、海域:33,082ha）で、そのうち「特別保護区域」と「第1種特別地域」は世界自然遺産に登録された「奄美大島、徳之島、沖縄島北部及び西表島」の区域となっている。2017年（平成29年）2月20日に承認された国立公園土地利用計画案によれば、奄美群島国定公園に指定されていない新規の区域は36,636haで、一方、国立公園へ編入されずに指定解除される国定公園は2,316haとなった。
- 指定区域に含まれる島 - 奄美大島、加計呂麻島、請島、与路島、喜界島、徳之島、沖永良部島、与論島[1]
- 指定区域の自治体 - 奄美市と大島郡（大和村、宇検村、瀬戸内町、龍郷町、喜界町、徳之島町、天城町、伊仙町、和泊町、知名町、与論町）[4]の12市町村[1]

## 指定地の分布と概要

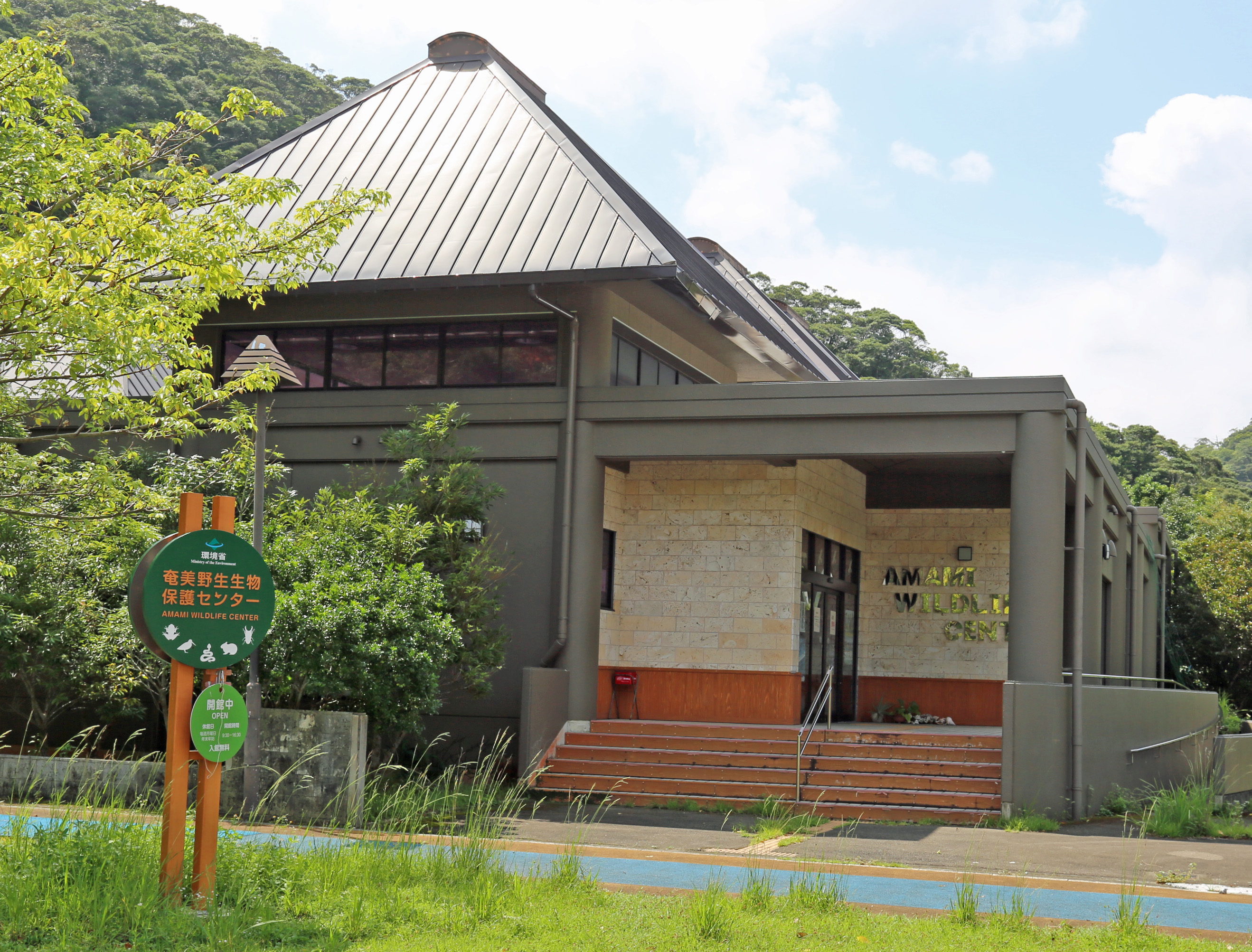
環境省 奄美野生生物保護センター

当国立公園一帯はサンゴ礁、マングローブ林、干潟、亜熱帯性広葉樹の原生林など、独特の生態系が発達しており、固有種としてはアマミノクロウサギ、アマミトゲネズミ、ルリカケス、アカヒゲ、アマミセイシカ、アマミアワゴケ、ワダツミノキなどが分布し、その他にもハブやアマミイシカワガエル、イボイモリ、リュウキュウアユ、リュウキュウコノハズクなどの生物が生息している。
奄美大島・加計呂麻島
笠利半島一帯、摺子崎沿岸、住用川河口部、湯湾岳、油井岳、大島海峡沿岸一帯が指定。奄美大島南岸と加計呂麻島に挟まれた大島海峡沿岸は風光明媚なリアス式海岸が見られ、油井岳はその海岸美を一望する。湯湾岳はスダジイ、イヌガシなどの亜熱帯性広葉樹林に覆われ、植生的に貴重。笠利半島沿岸には珊瑚礁、住用川、役勝川の河口部にはマングローブ林が発達する。摺子崎一帯は海中景観に優れる。
環境省 奄美野生生物保護センターが大島郡大和村に設置されている。
喜界島
顕著な海岸段丘が見られ、島に分布する。百之台公園は卓礁と呼ばれる珊瑚礁が発達してできた台地。
徳之島
石灰岩性の島であり、カルスト地形が発達。犬の門蓋（じょうぶた）は天然の海蝕洞、ムシロ瀬は波食によって生じた海蝕台で独特の景観が見られる。井之川岳はシダ類を始め、固有植物の宝庫として知られる。
沖永良部島
昇竜洞や水連洞など大規模な鍾乳洞が知られる。田皆岬や国頭崎などは海崖が発達。
与論島
与論空港周辺一部を除くほぼ海岸全域が指定されており、サンゴ礁が発達し、島を取り囲む。百合ヶ浜、珊瑚砂でできた大金久海岸などが見所。

## 経緯
- 1974年（昭和49年）2月15日 - 「奄美群島国定公園」の指定[5]。
- 2007年（平成19年）3月9日 - 奄美群島に群生する照葉樹林地帯を国立公園として指定する方針を決定[6]。
- 2010年（平成22年）10月4日 - 国立公園の新規指定候補の一つとして、奄美群島を選定[7]。
- 2016年（平成28年）10月6日 - 環境省は「奄美群島国立公園」の区域案を公表[8]。
- 2016年（平成28年）12月26日 - 中央環境審議会の答申を受け、「奄美群島国立公園」の設立を決定[9]。
- 2017年（平成29年）3月7日 - 「奄美群島国立公園」が指定され[1]、同日に「奄美群島国定公園」は指定解除[10]。